# Antiplanes hyperia
Antiplanes hyperia är en snäckart som beskrevs av Dall 1919. Antiplanes hyperia ingår i släktet Antiplanes och familjen Turridae. Inga underarter finns listade i Catalogue of Life.